# 素馨花
素馨（学名：Jasminum grandiflorum），又名素英、耶悉茗花、野悉蜜、玉芙蓉、素馨针，属木犀科。花多白色，极芳香。原产於岭南。喜温暖、湿润的气候和充足的阳光，宜植于腐殖质丰富的沙壤土。可以压条、扦插法繁殖。亦可用于制作中药。古代常作为妇女的头饰。

## 历史
素馨花原产于岭南，号称华南地区的茉莉花。广州海珠区原有一素社（今已改为素社街道），其所在便为素馨花种植之地。古代广州妇女除了把之作为头饰外，也有将素馨花制作成香水。

## 形态
攀缘落叶灌木，株高2－4米；叶对生，5－12厘米长，羽状复叶5－11裂；聚伞花序，花冠基部管状，长13－25毫米，5瓣，每瓣长13－22毫米。

## 分布
在巴基斯坦盐岭地区拉瓦尔品第县，素馨野生於海拔500－1500米地区。

## 台灣素馨花培育
- 三重社區大學 （页面存档备份，存于）校長劉世偉、校務委員張明祥及林月于女士帶領「三蘆香花文史工作團」於新北市三重區進行培育。成功培育地點:二重疏洪道、忠孝碼頭、空軍三重一村、三重區公所、正義國小、光榮國小、三光國小、五華國小等地區[7]

素馨的近缘种是素方花，有时会被视为素方的一个变型。
温带和亚热带地区广泛栽培的观赏花卉。

## 延伸阅读
[在维基数据编辑]
 《欽定古今圖書集成·博物彙編·草木典·素馨部》，出自陈梦雷《古今圖書集成》